# Isole Cayman ai XXII Giochi olimpici invernali
Le Isole Cayman hanno partecipato ai XXII Giochi olimpici invernali, che si sono svolti dal 7 al 23 febbraio a Soči in Russia, con una delegazione composta da una atleta.

## Sci alpino
| Gara                     | Atleta      | Manche 1 | Manche 1  | Manche 2 | Manche 2  | Totale | Totale    |
| Gara                     | Atleta      | Tempo    | Posizione | Tempo    | Posizione | Tempo  | Posizione |
| ------------------------ | ----------- | -------- | --------- | -------- | --------- | ------ | --------- |
| Slalom gigante maschile  | Dow Travers | DNF      | DNF       | DNF      | DNF       | DNF    | DNF       |
| Slalom speciale maschile | Dow Travers | 1'07"03  | 76        | DNF      | DNF       | DNF    | DNF       |